# Miguel Marqués
Miguel Marqués fou un compositor espanyol del segle xvii.
A l'Arxiu de música de El Escorial es conserva una Missa a 10 veus, copiada el 1661 en el llogaret de Vañón de la comunitat de Daroca, per aquell cèlebre cec de Daroca l'eminent organista Pablo Bruna.
Fou un dels mestres més notables d'Aragó, conservant-se obres seves als Arxius de música de la Basílica del Pilar i altres esglésies.